# Wolfgang Gedeon

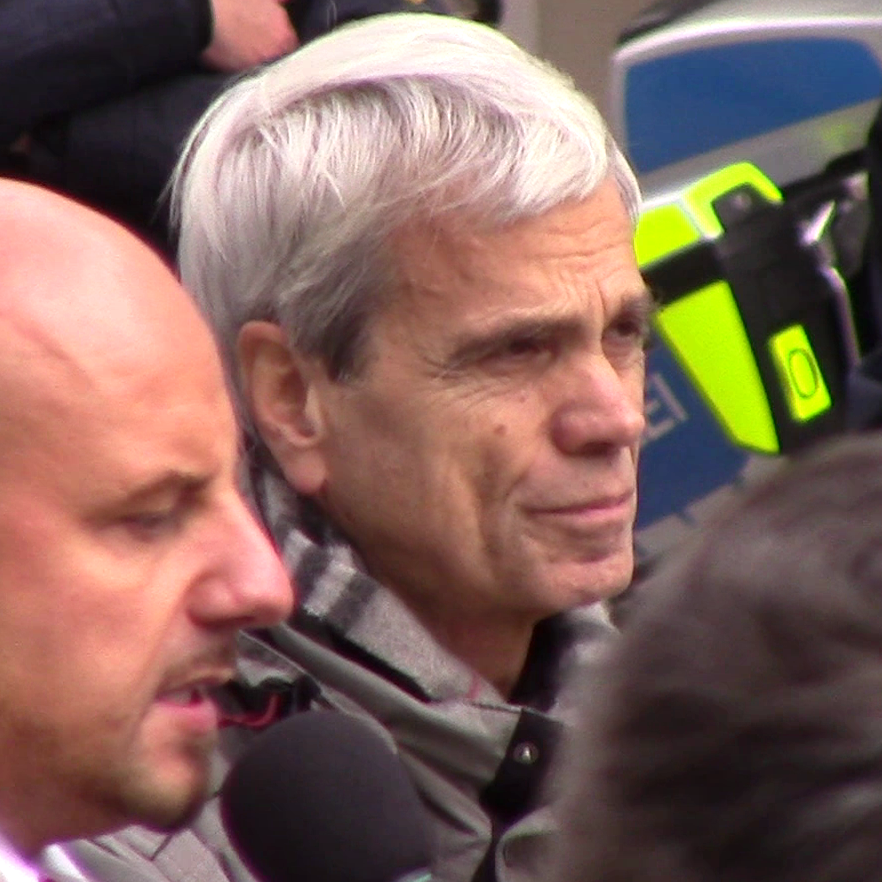
Wolfgang Gedeon bei einer AfD-Demonstration 2018 (links Stefan Räpple)

Wolfgang Michael Gedeon (* 23. April 1947 in Cham) ist ein deutscher ehemaliger Politiker (ehemals AfD). Von 2016 bis 2021 war er Abgeordneter im Landtag von Baden-Württemberg. Seine als antisemitisch aufgefassten Schriften führten zu seinem Austritt aus der Fraktion und deren zeitweiliger Spaltung. Im März 2020 wurde er aus der AfD ausgeschlossen.

## Leben

### Jugend, Studium und Beruf
Gedeon wuchs in Cham in einem katholischen Umfeld auf und besuchte bis 1966 das dortige Gymnasium. Nach dem Abitur nahm er im gleichen Jahr ein Studium der Medizin an der Universität Würzburg auf und setzte es 1969 an der Universität München fort, wo er 1972 sein Staatsexamen machte und 1973 mit einer Arbeit über ein gynäkologisches Thema zum Dr. med. promoviert wurde. Im Anschluss arbeitete er kurzzeitig gynäkologisch in Regensburg und später internistisch in Gelsenkirchen, wo er sich schließlich mit eigener Praxis als Arzt für Allgemeinmedizin niederließ. Die Praxis gab er im Jahr 2005 auf.

### Politik

#### Maoismus und Rechtsesoterik
Nach eigenen Angaben löste Gedeon sich in seiner Studentenzeit von der katholischen Kirche, wendete sich marxistischen Schriften zu und wurde „praktizierender Kommunist“. Er war bis ca. 1976 in der 68er-Bewegung politisch aktiv. Um 1973 war er für zwei Jahre Mitglied bei den Jusos. In den 1970er Jahren war er zudem Mitglied der maoistischen KPD/ML. Nach dem Tode Mao Zedongs will er sich schrittweise vom Kommunismus gelöst, aber über Jahrzehnte keine politische Heimat gefunden haben. Schließlich wandte er sich über die Esoterik immer weiter nach rechts.

#### AfD-Beitritt und Landtagsmandat
Im April 2013 trat er der AfD bei und wurde zum ersten Vorstandssprecher des Kreisverbands Konstanz gewählt. Bei der Landtagswahl in Baden-Württemberg 2016 erhielt er auf Basis von 15,7 Prozent der Stimmen im Wahlkreis Singen ein Zweitmandat der AfD für den Landtag. Gedeon wurde dem rechten Flügel der Partei zugeordnet.

#### Antisemitismus-Kontroverse
Antisemitische Schriften Gedeons, insbesondere sein im Jahr 2012 erschienenes Buch Der grüne Kommunismus und die Diktatur der Minderheiten, führten 2016 zu seinem Austritt aus der Landtagsfraktion und zu einer vorübergehenden Spaltung der Fraktion. Gedeon hatte in diesem Buch die Erinnerung an den Holocaust als „Zivilreligion des Westens“  bezeichnet. Die „Massenmorde an den europäischen Juden“ seien zwar, so räumte er in einem bereits 2009 erschienenen Werk ein, „singulär“ gewesen, in Bezug auf die Holocaustleugnung meinte Gedeon jedoch in demselben Buch, der „Holocaust-Revisionismus und die Geschichtsdissidenten“ müssten ernst genommen und ihre Ausführungen kritisch geprüft werden, ansonsten könne man „gleich ein Wahrheitsministerium im Orwellschen Sinn ein[…]richten und es beim Zentralrat der Juden in Deutschland an[…]siedeln“. Zudem schrieb er, wie „der Islam der äußere Feind“, so seien „die talmudischen Ghetto-Juden der innere Feind des christlichen Abendlandes“ gewesen, und sprach von „Ethnosuizid“ und „Zionismus durch die Hintertür“. Laut Gedeon arbeiteten Juden zudem an der „Versklavung der Menschheit im messianischen Reich der Juden“ mit dem Ziel einer „Judaisierung der christlichen Religion und Zionisierung der westlichen Politik“. Der „zionistische Einfluss“ in der Rechtsprechung äußere sich, so Gedeon, „in einer Einschränkung der Meinungsfreiheit“. Gedeon zog zudem die auf Fälschungen basierenden Protokolle der Weisen von Zion als vermeintlichen Beweis zionistischen Machtstrebens heran und berief sich dabei auf Autoren wie den rechtsextremen sedisvakantistischen katholischen Theologen Johannes Rothkranz und Ulrich Fleischhauer, der seit 1933 Leiter des antisemitischen Nachrichtenbüros Welt-Dienst war und eine gleichnamige Zeitschrift herausgab. Sich selbst ordnet Gedeon als „Katholik der alten (vorkonziliaren) Schule“ ein; er befürwortet eine „Überwindung des […] Laizismus“, der Trennung von Staat und Religion. Er persönlich, so schrieb er in seinem 2012 erschienenen Buch, halte an einer „vorkonziliaren Auffassung“ des Christentums fest, nach der das Christentum keinesfalls Juden als die „älteren Brüder“ betrachten könne. Der „nachchristliche Judaismus und der Islam“, so Gedeon, „repräsentieren […] eine frühere, vom Christentum überwundene Religionsstufe der Menschheitsgeschichte“. Er wirft dem Judentum „Ritualisierung des Religiösen bis hin zu ritualistischer Erstarrung“ vor. Für Gedeon stellt der Talmud einen „wesentlichen Faktor bei der Generierung von Antisemitismus“ dar. An anderer Stelle wirft er erneut die Frage auf, ob „vielleicht […] die Juden genügend Gründe für die ihnen entgegengebrachten Feindseligkeiten geliefert“ hätten. Diese beiden Sichtweisen gibt Gedeon als Ansichten von Juden selbst aus. Der Holocaust ist laut Gedeon zu „einem transzendentalen Begriff“ geworden; es gehe „um die Etablierung einer neuen Staatsreligion inklusive der Frage, ob Religionsfreiheit auch gegenüber dieser neuen Zivilreligion gilt oder nicht“. Bereits 2009 erschien von Gedeon unter dem Namen W. G. Meister (laut dem Historiker Vojin Saša Vukadinović der „Ausdruck eines realitätsabgekoppelten Selbstbildes“) ein dreibändiges Werk, in Dialogform verfasst, mit dem Titel Christlich-europäische Leitkultur. Diese Trilogie betrachtet er bis heute als sein „persönliches Meisterwerk“. Darin behauptet Gedeon, dass „die Zionisten […] den Islamismus als Massenwaffe zur Auflösung der christlichen (Rest)-Fundamente“ der westlichen Gesellschaften benutzen und die „politischen Islamisten die hochentwickelten Beziehungen und Verbindungen“ der Zionisten brauchen würden. Er bezichtigte Juden, in der Geschichte „Christen denunziert“ und „Terrorakte gegen kirchliche und andere christliche Würdenträger“ verübt zu haben, und schrieb: „[…] und schließlich: Wer hat wen ans Kreuz geschlagen?“ Zudem berief er sich in sinnentstellender Weise auf den Historiker Yuri Slezkine, um festzustellen, dass Juden sich „bei Massenmassakern an Kriegsgefangenen und Flüchtlingen […] in besonderer Weise hervorgetan“ hätten und die Tscheka, die Geheimpolizei Sowjetrusslands, eine jüdische Unterdrückungsorganisation gewesen sei.
Die Antisemitismus-Vorwürfe bezeichnete Gedeon als „inszenierte Kampagne“. Sich selbst sieht er als Antizionist, der gegen die vermeintliche Ausprägung eines „nationalistisch-imperialistischen Zionismus“ auftritt. Auf seiner Webseite schrieb er, er „hetze nicht gegen Juden, leugne nicht den Holocaust und bejahe das Existenzrecht Israels“.
In Interviews verteidigte Gedeon seine Werke und kritisierte die zentrale Lage des Mahnmals für die ermordeten Juden in Berlin. Armin Pfahl-Traughber sieht Gedeon als Anhänger von antisemitischen Verschwörungstheorien, welcher der Hetzschrift Protokolle der Weisen von Zion ihren Fälschungscharakter abspreche. Des Weiteren entferne er sich von der wissenschaftlichen Aufarbeitung des Holocausts und charakterisiere sie als Produkt eines „Wahrheitsministeriums im Orwellschen Sinn“. Die Amadeu Antonio Stiftung äußerte sich ähnlich. Für Marcus Funck vom Zentrum für Antisemitismusforschung wird der Antisemitismus Gedeons schon allein durch dessen Rückgriff auf die Protokolle der Weisen von Zion als vorgeblich „seriöse Quelle“ deutlich, da diese Schrift „nur im rechtsextremistischen und nationalsozialistischen Milieu rezipiert“ werde. Gedeons Publikationen weisen laut Funck drei Ebenen des Antisemitismus auf: Ideologeme aus dem „Arsenal des historischen Antisemitismus des 19. und frühen 20. Jahrhunderts“, die Vorstellung der Existenz einer zionistischen Weltverschwörung, kombiniert mit Antiamerikanismus, und einen sekundären Antisemitismus in der Form der Holocaust-Relativierung.
Nach Bekanntwerden der antisemitischen Schriften Gedeons drohte Fraktionschef Jörg Meuthen mit dem Rücktritt vom Fraktionsvorsitz und dem Verlassen der Fraktion, sollte diese Gedeon nicht ausschließen, nachdem er Anfang Juni 2016 in den Vorwürfen noch den Versuch des politischen Gegners gesehen hatte, der AfD mit Hilfe der „Antisemitismuskeule“ schaden zu wollen. Am 7. Juni 2016 stimmte die Fraktionsmehrheit für die Behandlung eines entsprechenden Antrags. An ihrer Sitzung am 21. Juni 2016 verständigte sich die Fraktion darauf, vor einer Entscheidung Gedeons Schriften von drei unabhängigen Wissenschaftlern begutachten zu lassen. Gedeon hatte in der Sitzung zudem angeboten, seine Fraktionsmitgliedschaft bis zum Vorliegen dieser Beurteilung ruhen zu lassen. Die von Werner J. Patzelt und Manfred Gerstenfeld vorgelegten Gutachten stützten den Vorwurf des Antisemitismus. Laut Patzelt vertritt Gedeon antizionistische Positionen und argumentiert im Rahmen eines christlich begründeten Antijudaismus. Er halte eine „zionistische Verschwörung“ nicht nur für möglich, sondern sehe sie ausdrücklich am Werk. Es zeigten sich in den Schriften Gedeons daher wiederkehrend Denkfiguren des sekundären Antisemitismus. Gerstenfeld bezeichnet Gedeons Schriften als extrem antisemitisch. Der Antisemitismus sei das Grundgerüst seines Denkens, worauf er eine Reihe falscher Aussagen und Verschwörungstheorien aufbaue. Ein drittes Gutachten des Ethnologen Bernhard Streck, welches die Antisemitismusvorwürfe für unzutreffend erklärt, wurde von Gedeon selbst veröffentlicht. Nachdem bei einer Abstimmung am 5. Juli die für einen Ausschluss notwendige Zweidrittelmehrheit verfehlt wurde, traten Meuthen und zwölf weitere Abgeordnete aus der Fraktion aus. Noch am gleichen Abend und nach persönlichen Gesprächen mit Bundessprecherin Frauke Petry erklärte Gedeon seinen Verzicht auf die Fraktionsmitgliedschaft. Für den Sozialwissenschaftler Samuel Salzborn beweist der Umstand, dass man sich in der AfD-Fraktion gefragt habe, ob Gedeons Äußerungen denn überhaupt antisemitisch seien, und sich einen „Gesinnungs-TÜV“ gewünscht habe, der diese Bewertung übernehmen solle, dass man „mindestens Teile des Weltbildes von Gedeon für unproblematisch“ halte – eine „andere plausible Erklärung“ gebe es nicht. Auch „um keinen der eigenen Kameraden verschrecken zu müssen“, habe die AfD „jede Verantwortung für ihr eigenes Handeln externalisieren“ wollen.
Anfang 2017 forderte Gedeon in einem Papier (Wird die AfD eine zionistische Partei?) eine klare Distanzierung vom „israelischen Zionismus“. In diesem Papier schrieb er zudem: „Sollen wir also warten, bis ganze Schülergenerationen ideologische Kampfbegriffe wie ‚sekundärer Antisemitismus‘ im zionistischen Sinn studiert und verinnerlicht haben?“ Auch im Dezember 2017 lehnte Gedeon zusammen mit anderen Mitgliedern seiner Partei bei deren Bundesparteitag in einem Antrag den Begriff des „sekundären Antisemitismus“ ab und bezeichnete ihn als „ideologischen Kampfbegriff“, der benutzt werde, „politische Gegner zu diffamieren und die Öffentlichkeit einzuschüchtern“. Zugleich sprach er sich in diesem Antrag dafür aus, dass man sich gegen Israel auch eine Unterstützung der vielfach als antisemitisch eingestuften Kampagne „Boycott, Divestment and Sanctions“ vorbehalten müsse.
Im Januar 2018 scheiterte Gedeon vor dem Landgericht Berlin mit einer Unterlassungsklage gegen den Präsidenten des Zentralrats der Juden in Deutschland, Josef Schuster, der ihn als Holocaustleugner bezeichnet hatte. Die Aussage Schusters ist nach Auffassung des Gerichts vom Grundrecht auf Meinungsfreiheit gedeckt.
In einem offenen Brief an den Oberbürgermeister und den Gemeinderat der Stadt Singen forderte Gedeon im Februar 2018 die Beendigung der Stolperstein-Aktion in der Stadt. Anlass war die Verlegung von Stolpersteinen für den KPD-Politiker Ernst Thälmann und dessen Familie. Die Bevölkerung von Singen rief er dazu auf, sich der Verlegung von Stolpersteinen zu widersetzen, da Initiatoren ihren Mitmenschen „eine bestimmte Erinnerungs-Kultur“ aufzwingen und ihnen vorschreiben würden, „wie sie wann wessen zu gedenken hätten“. Christoph Heubner, Vizepräsident des Internationalen Auschwitz Komitees, wertete diese Forderung als „Versuch, die Überlebenden und ihre Erinnerungen aus der Gesellschaft herauszudrängen“. Nach seinen Worten bekämpfe die AfD „immer brachialer und skrupelloser, was die Überlebenden von Auschwitz als Zeitzeugen in der deutschen Gesellschaft bewirkt haben“, und zerstöre „bewusst den demokratischen Grundkonsens, der in der deutschen Gesellschaft nach der Auseinandersetzung mit dem mörderischen Nazisystem als Allgemeingut der Republik immer wieder beschworen wird“. Einstimmig stellte sich der Singener Gemeinderat hinter die von der Arbeitsgemeinschaft Christlicher Kirchen in der Stadt ins Leben gerufene Stolperstein-Initiative. In einer Erklärung schrieben sie, dass jeder Stolperstein „zugleich auch ein Zeichen gegenüber aktuellen Tendenzen und Strukturen der Intoleranz, des Fremdenhasses und der Ausgrenzung“ setze. „Es ist ausdrücklich erwünscht, wenn einer dieser Steine zum 'Stein des Anstoßes' wird – zur Beschäftigung mit den einzelnen Schicksalen und der politischen wie gesellschaftlichen Hintergründe sowie zur lebendigen Diskussion.“
In seinem 2018 erschienenen Buch Ich, die AfD und der Antisemitismus schrieb Gedeon, Deutschland sei nur zu retten, indem es die EU verlasse, sich aus seiner Bindung an die angeblich von Israel dominierten USA löse und stattdessen ein stärkeres Bündnis mit Russland eingehe. Zudem behauptete er, in Deutschland werde „das Thema ‚Antisemitismus‘ als Kampfbegriff missbraucht, um dem Volk eine Erinnerungskultur aufzuzwingen, die es zum ewigen Tätervolk stigmatisieren und zu ewiger Verantwortung gegenüber den Nachfahren von ‚Opfern‘ verpflichten soll“.
In einem Interview mit dem rechtsextremen und antisemitischen Videoblogger Nikolai Nerling (Der Volkslehrer) über § 130 StGB (Volksverhetzung) äußerte Gedeon Ende 2018: „Das ist vor allem ein zionistischer Paragraf, dieser 130er.“
Am 16. Oktober 2019, eine Woche nach dem antisemitisch motivierten Anschlag von Halle, veröffentlichte Gedeon, der laut Matthias Kamann von der Welt in Landtagsfraktion wie Südwest-AfD noch „manche Unterstützer“ hat, auf seiner Homepage seinen Entwurf einer Resolution für den AfD-Parteitag Ende November 2019. Darin schrieb er, der Antisemitismus in Deutschland werde „durch ein Heer staatlich bezahlter ‚Antisemitismus-Beauftragter‘ und ihrer medialen Handlanger gewaltig aufgebauscht“. Das „größere Problem“ sei die „Israelhörigkeit“; eine „Israel-Lobby“ missbrauche „systematisch den Antisemitismus-Vorwurf, um eine einseitige Erinnerungskultur und ein verzerrtes Geschichtsbild sowie eine bedingungslose Pro-Israel-Politik durchzusetzen“.

#### Agieren in der AfD und Ausschluss
Gedeon wurde am 18. Juli 2016 mit 16 zu 11 Stimmen bei drei Enthaltungen von seinem Amt als Kreisvorsitzender abgewählt. Er selbst bezeichnete die Abstimmung als bloßes Meinungsbild und wolle bis zu der für September geplanten Neuwahl des Vorstandes im Amt bleiben. Am 6. September 2016 wurde ein neuer Kreisvorstand gewählt, dem Gedeon nicht mehr angehörte. Gedeon war im April 2017 Delegierter beim Bundesparteitag in Köln. Laut Angaben seines Kreisverbandes wurde er im März 2015 für zwei Jahre zum Delegierten für Bundesparteitage gewählt.
Trotz seiner Fraktionslosigkeit wurde die Zusammenarbeit mit seinen ehemaligen AfD-Fraktionskollegen fortgesetzt. So stellte Gedeon gemeinsam mit vier AfD-Landtagsabgeordneten drei Anträge zum Bundesparteitag im Dezember 2017. Ferner wurde er am 21. November 2017 von der Landtagsfraktion in deren Arbeitskreis Europa aufgenommen, nachdem ein Beschluss der Fraktion ihm ermöglicht hatte, als „Gast“ an Arbeitskreissitzungen teilzunehmen.
Noch im Sommer 2017 bezeichnete der Politikwissenschaftler Hajo Funke die angekündigten Parteiausschlussverfahren von Gedeon, Jens Maier und Kay Nerstheimer als eine „Show“ der AfD für die Öffentlichkeit. Aufgrund ihrer Ergebnislosigkeit würden diese eine „De-Radikalisierung der Partei“ verhindern, so Funke. Im Januar 2018 schließlich erklärte AfD-Landessprecher Ralf Özkara, dass das Landesschiedsgericht den Ausschluss Gedeons „aus formalen Gründen“ abgelehnt habe. Erklärt wurde dies mit einer nicht fristgerechten Einreichung der Beweismittel. Der Antrag auf Parteiausschluss habe nur aus Zeitungsausschnitten und einzelnen Zitaten aus Gedeons Büchern bestanden. Eine inhaltliche Bewertung der Schriften und Aussagen Gedeons sei dabei nicht vorgenommen worden, so der AfD-Landessprecher. Gegen das Urteil werde die Partei weder Rechtsmittel einlegen, noch werde sie es vor das Bundesschiedsgericht tragen, verkündete Özkara. Damit sei das Parteiausschlussverfahren beendet. Demgegenüber erklärte der AfD-Bundestagsabgeordnete Uwe Witt, Sprecher der Alternativen Mitte, am 21. Juni 2018 in einem Interview mit der Tageszeitung Die Welt: „Ich bin mir aber sicher, dass es ein neues [d.i. Parteiausschlussverfahren] geben wird, das dann hoffentlich zum Ausschluss führt“; das erste sei gescheitert, „weil es liederlich aufgezogen war.“ Tatsächlich startete der AfD-Bundesvorstand im Oktober 2018 einen weiteren Versuch, Gedeon wegen seiner Äußerungen über Juden aus der Partei auszuschließen. In einer Telefonkonferenz sprach sich das Gremium einstimmig für ein Parteiausschlussverfahren aus. Im September 2019 sprach sich eine knappe Mehrheit der AfD-Landtagsabgeordneten für eine Wiederaufnahme Gedeons in die Landtagsfraktion aus, die dafür erforderliche Zwei-Drittel-Mehrheit wurde jedoch verfehlt. Im Oktober 2019 lehnte das Landesschiedsgericht Schleswig-Holstein – das Landesschiedsgericht Baden-Württemberg hatte sich zuvor als befangen erklärt – Gedeons Parteiausschluss erneut ab, da der Antrag des Bundesvorstands „zum Teil unzulässig“ und „zum Teil unbegründet“ gewesen sei. Der Bundesvorsitzende Jörg Meuthen kündigte ein Weiterverfolgen des Falles bis zum Bundesschiedsgericht an.
Im Dezember 2019 wurde vom Verfassungsgerichtshof für das Land Baden-Württemberg ein Eilantrag Gedeons zurückgewiesen, der in einem Hauptsacheverfahren die Fraktion verpflichten wollte, ihn vorläufig mitarbeiten zu lassen. Er habe seine Fraktionsmitgliedschaft nicht wirksam beendet, sondern nur ruhen lassen und sehe seine Rechte als Abgeordneter verletzt. Das Gericht hielt ein Hauptsacheverfahren zum gegenwärtigen Zeitpunkt für unzulässig, da ein Organstreitverfahren nicht „der quasi gutachterlichen Klärung einer problematischen Rechtsfrage“ diene. Gedeon hätte, so das Gericht, vor der Verfahrenseinleitung sein Begehren an die Fraktion in eindeutiger Weise herantragen müssen. Die genauen Umstände, unter denen er die Fraktion verlassen habe, seien zudem weiter unklar. Im selben Monat sprach sich erneut eine Mehrheit der baden-württembergischen AfD-Landtagsabgeordneten dafür aus, Gedeon wieder als Fraktionsmitglied aufzunehmen; die dafür nötige Zweidrittelmehrheit wurde allerdings wiederum nicht erreicht.
Am 20. März 2020 wurde bekannt, dass das dreiköpfige Bundesschiedsgericht Gedeon aus der AfD ausgeschlossen hat. Es entschied, Gedeons Äußerungen stünden weltanschaulich nicht im Rahmen der innerparteilichen Meinungsbildung. Durch sein Verhalten habe er dem Ruf der Partei geschadet. Die Entscheidung fiel Medienberichten zufolge einstimmig. Gedeon kündigte an, rechtlich gegen seinen Ausschluss vorgehen zu wollen, und bezeichnete die Argumente des Schiedsgerichts als „vorgeschoben und oberflächlich – sozusagen Politik in juristischer Kostümierung“.
Kurz vor der Landtagswahl in Baden-Württemberg 2021 äußerte Gedeon, dass man die AfD nicht wählen könne, „solange Leute wie Meuthen oder die Weidel der verlängerte Arm des Verfassungsschutzes“ seien.
Auf seinem Videokanal sprach Gedeon 2021 von „einer ekelerregenden Anbiederung“ der deutschen an die israelische Regierung und von „Israelhörigkeit“. In der AfD habe er versucht, eine „Position zwischen Antisemitismus und Judaezentrismus beziehungsweise Judaeomanie“ zu etablieren.

#### Kandidatur als Bundesvorsitzender
Im November 2019 kandidierte Gedeon gegen Jörg Meuthen für das Amt eines der zwei AfD-Bundesvorsitzenden. Nach Buh-Rufen und nachdem ein Teil der Delegierten während Gedeons Rede den Saal aus Protest verlassen hatte, erhielt dieser 3,8 Prozent der Stimmen. Tino Chrupalla, der als Co-Bundesvorsitzender gewählt wurde, kündigte in seiner Bewerbungsrede an, dafür sorgen zu wollen, „dass Leute wie Gedeon nie wieder auf einem AfD-Parteitag reden dürfen“.

### Positionen
In Christlich-europäische Leitkultur (2009) schrieb Gedeon, dass die „Grundlinie“ von Theodor W. Adornos Negative Dialektik als „philosophischer Satanismus bezeichnet“ werden müsse, denn Satan sei „nichts anderes als die Verabsolutierung des Negativen“. Weiter sprach er sich in diesem Werk gegen Homosexualität und eine rechtliche Gleichstellung gleichgeschlechtlicher Paare aus und schrieb, kinderlose heterosexuelle Ehen könne man „durchaus als eine Form von A-Sozialität brandmarken“. Adolf Hitler warf er hauptsächlich vor, dass dieser „ein biologistischer Heide“ gewesen sei, der „Deutschland in radikaler Weise entchristlicht und verheidet“ habe. Entsprechend kritisierte er die NPD dafür, dass es dieser vor allem um den „ethnischen Gesichtspunkt“ gehe statt um religiöse Erneuerung. Die deutsche Wehrmacht habe sich durch „ihren heldenhaften Einsatz im Zweiten Weltkrieg“ ausgezeichnet und es sehe so aus, „als hätte Polen den Krieg explizit gewollt“. Der Begriff des deutschen Überfalls auf die Sowjetunion 1941 sei ein Beispiel „medialer Meinungsmanipulation“ und beim japanischen Angriff auf Pearl Harbor handle es sich um „eine gezielte Provokation der Amerikaner“.
Im Zusammenhang mit der russischen Annexion der Krim schrieb Gedeon beim Parteitag 2014 in einer Resolution, dass die AfD „nachhaltig“ auf Deeskalation setzen solle. Es solle keine Sanktionen gegen Russland und keine deutschen Steuergelder für die „demokratisch nicht legitimierte Regierung in Kiew“ geben. Man distanziere sich von den USA, „die offensichtlich Deutschland und Russland mit aller Macht in einen neuen Kalten Krieg hineintreiben“ wollten.
In seinem Ende 2015 erschienenen Werk Grundlagen einer neuen Politik über Nationalismus, Geopolitik, Identität und die Gefahr einer Notstandsdiktatur schrieb Gedeon, der „Amerikanismus“ sei ein „politischer Glaube, (…) nicht mehr der christliche Glaube vom jenseitigen Gottesreich“, sondern es sei „der alte jüdische Glaube vom neuen irdischen Jerusalem“. Westen bedeute „die de facto Annexion durch die USA“. Zudem müsse man sich „von der Mär verabschieden, die US-Amerikaner hätten den Krieg gegen Deutschland geführt, um die Deutschen und Europa vom Faschismus zu befreien“, denn, so Gedeon: „Hätte sich damals ein demokratisches Deutschland in gleicher Weise zu einer politischen und wirtschaftlichen Großmacht entwickelt wie das nationalsozialistische: Man hätte außenpolitisch und militärisch nicht anders gehandelt, als man es im Fall Hitler-Deutschlands getan hat“. Laut dem Tagesspiegel wird damit von Gedeon die „Kriegsschuldfrage […] auf den Kopf gestellt“.
Im März 2019, als es im Stuttgarter Landtag um Wiedergutmachungsgesten zu dem von deutschen Truppen ab 1904 in der Kolonie Deutsch-Südwestafrika begangenen Völkermord an den Herero ging, sagte Gedeon, der Kolonialismus sei „Zeichen dafür, dass die europäische weiße Rasse anderen Völkern und Ethnien zivilisatorisch weit überlegen“ gewesen sei. Die Kolonialisierung habe „den Völkern dort eine Menge an Blut, eine Menge an Schweiß erspart“.
Nach dem rechtsextremistisch motivierten Mord am Kasseler Regierungspräsidenten Walter Lübcke relativierte Gedeon im Juni 2019 die politische Bedeutung des rechtsextremistischen Terrors in Deutschland. Im Stuttgarter Landtag sagte Gedeon in einer Debatte über Rechtsextremismus, es gebe Extremismus auf beiden Seiten, auch mit Gewaltanwendung, fügte aber hinzu: „Aber wenn wir die Sache politisch sehen, dann müssen wir ganz klar sagen: Im Vergleich zum islamistischen Terror und auch im Vergleich zum linksextremistischen Terror ist politisch gesehen in Deutschland der rechtsextremistische Terror ein Vogelschiss.“ Mit dieser Wortwahl erinnerte Gedeons Formulierung an die Aussage des AfD-Bundesparteichefs Alexander Gauland, der ein Jahr zuvor gesagt hatte, Hitler und die Nazis seien „nur ein Vogelschiss in über 1000 Jahren erfolgreicher deutscher Geschichte.“
Anfang März 2020 spekulierte Gedeon, das Coronavirus sei womöglich ein Biowaffenangriff aus den USA. Die von den Behörden zu Anfang der Pandemie verhängten Kontaktbeschränkungen deutete er als Angriff auf die Demokratie und verwies auf ein angebliches Papier der Rockefeller-Stiftung von 2010, in dem „dieses Szenario“, nämlich die Erzeugung einer „Panikstimmung“ durch eine Vireninfektion, „vorgezeichnet“ worden sei. Die Corona-Krise erweise sich, so Gedeon, „im Nachhinein als eleganter Weg der Herrschenden in die Diktatur“. Zudem zog er in seinem 2020 erschienenen Buch „Corona, Crash und Bürgerkrieg. Auf dem Weg in eine globale Diktatur?“ Parallelen zu den Montagsdemonstrationen 1989/1990 in der DDR und schrieb, dass ein „großes Problem“ für die von ihm erhofften Massenkundgebungen „die zahllosen zugewanderten Bürgerkriegssoldaten aus Afrika, Syrien und Afghanistan“ seien. Man werde diese, so Gedeon, „nicht uniformieren“, aber es bestünde „die Gefahr, dass sie sozusagen als Kettenhunde des Systems auf Demonstrationen losgelassen“ würden.
Ende 2024 veröffentlichte Gedeon eine Broschüre unter dem Titel Grundsätzliches über Antisemitismus und den israelischen Staatsterrorismus. Wie hilfreich ist die ‚Katechismus-Debatte‘ der Soziologen?. Gedeon bezieht sich dabei auf den Aufsatz Der Katechismus der Deutschen des australischen Genozid-Forschers Anthony Dirk Moses, in dem aus postkolonialer Sicht eine angeblich kultische Beschäftigung der Deutschen mit dem Holocaust, eine vermeintliche Abwertung anderer, vor allem kolonialer Großverbrechen und eine angebliche reflexhafte Unterstützung des Staates Israel beschrieben werden. Dieser Aufsatz löste die sog. Katechismusdebatte aus. In seiner Broschüre schreibt Gedeon vom „israelische[n] Terrorkrieg im Nahen Osten“; „Antisemitismus bzw. das, was die Juden so nennen“, nehme „im Zeitraffer zu“. Den Volksverhetzungsparagrafen 130 StGB bezeichnet Gedeon als „Definitionsterror zionistischer Think Tanks und Lobbyorganisationen“, den „die deutsche Politik in Justiz- und Polizeiterror“ verwandelt habe. Die Bundesrepublik sei auf dem Weg zu einem Staat, „der demokratische Rituale missbraucht, um seinen zionistisch-repressiven Charakter zu verschleiern“. Antisemitismusforschung sei „Ideologie“. Die heutige katholische Kirche habe beim Zweiten Vatikanischen Konzil eine „Kernschmelze ihres christlichen Glaubens ausgelöst und damit ihr geistiges Fundament eingerissen“, daher kämpften die Christen „jetzt ohne Institution, während der Judaismus über das westliche System hochgradig institutionalisiert“ auftrete.

### Privates
Gedeon ist verheiratet und hat drei Kinder. Er lebt seit 2006 in Rielasingen-Worblingen.

## Veröffentlichungen
- Das Krankheitsbild der Stromaendometriose (Dissertation), München 1972.
- Empirische Heilmethoden in der Allgemeinmedizin, Haug Verlag, 1986, ISBN 3-7760-0915-2.
  - 2. Aufl. unter dem Titel Erfahrungsheilkunde und Naturheilverfahren – eine Einführung in die biologische Medizin, 1991, ISBN 3-7760-1184-X.
- Einführung in die Naturheilkunde, Haug Verlag, 1986.
- Von der biologischen Medizin zur Ganzheitsmedizin – Eine Gesamtschau der Heilkunde, 1991, ISBN 3-7760-1221-8.
- (mit Johann Abele): Eigenbluttherapie und andere autologe Verfahren, 2000, ISBN 3-8304-7021-5.
- (unter dem Pseudonym W. G. Meister): Christlich-europäische Leitkultur. Die Herausforderung Europas durch Säkularismus, Zionismus und Islam, Frankfurt a. M.: R. G. Fischer Verlag 2009, 3 Bände:
  - 1. Über Kultur, Geostrategie und Religion, ISBN 978-3-8301-1248-8.
  - 2. Über Geschichte, Zionismus und Verschwörungspolitik, ISBN 978-3-8301-1249-5.
  - 3. Über Europa, Globalismus und eine neue Politik der Mitte, ISBN 978-3-8301-1250-1.
- Der grüne Kommunismus und die Diktatur der Minderheiten: Eine Kritik des westlichen Zeitgeists, Frankfurt a. M.: R. G. Fischer Verlag 2012, ISBN 978-3-8301-9856-7.
- Ich, die AfD und der Antisemitismus. Populismus oder Mut zur Wahrheit, WMG Verlag, Stuttgart 2018, ISBN 978-3-9819552-4-8.
- Corona, Crash und Bürgerkrieg: Auf dem Weg in eine globale Diktatur?, WMG Verlag, Stuttgart 2020, ISBN 978-3-9822534-0-4.
- Die Befreiung Europas von NATO, EU und den USA: Wie Deutschland den III. Weltkrieg verhindern könnte, WMG Verlag, Stuttgart 2022, ISBN 978-3-9822534-1-1.